# Niederösterreichische Kreativakademie
Die Niederösterreichische Kreativakademie ist eine außerschulische Bildungsinitiative des Landes Niederösterreich, die die kreative und künstlerische Förderung junger Menschen dezentral im gesamten Bundesland zum Ziel hat. Organisiert ist sie als Projekt einer gemeinnützigen Gesellschaft mit beschränkter Haftung mit Sitz in Atzenbrugg.

## Struktur
Aus den im Schuljahr 2003/04 gegründeten Pilotstandorten der Niederösterreichischen Malakademie ist 2007 die Niederösterreichische Kreativakademie als Netzwerk der Kreativitätsförderung hervorgegangen. Mit 78 Akademien an 36 Standorten ist dieses kreative Netzwerk dicht gestrickt und mit zehn künstlerischen Feldern für 12- bis 19-Jährige und drei Segmenten für 6- bis 11-Jährige ist auch das Angebot breit gefächert. Pro Jahr entfalten 1.200 junge Menschen ihre kreativen Talente in der Kreativakademie.
Mit einem konstanten Ausbau der Standorte und Angebote ist die Kreativakademie mittlerweile ein wesentlicher Bestandteil der niederösterreichischen Bildungslandschaft. Die Trägerorganisation NÖ KREATIV war ab 2007 in einer Vereinsstruktur organisiert und wurde 2011 in die Niederösterreichische Landesakademie eingebettet. Am 1. Jänner 2014 startete die NÖ KREATIV GmbH ihre Tätigkeit als neu gegründete 100-prozentige Tochtergesellschaft der Kultur.Region.Niederösterreich. Die NÖ Kreativ GmbH ist eine Gesellschaft, deren Tätigkeit nicht auf Gewinnerzielung, sondern auf Erfüllung eines gemeinnützigen kulturellen und wissenschaftlichen Zwecks ausgerichtet ist.
Professionelle Kunstschaffende wie Gerhard Ruiss, Werner Auer, Leopold Kogler, Gerhard Kaiser, Richard Maynau oder Christoph Dostal begleiten die jungen Menschen in der niederösterreichischen Bildungsinstitution beim kreativen Schaffen.

## Angebotspalette
- NÖ Bildhauerakademie
- NÖ Filmakademie
- NÖ Fotoakademie
- NÖ Journalismusakademie
- NÖ Malakademie
- NÖ Malakademie KIDS
- NÖ Musicalakademie
- NÖ Musicalakademie KIDS
- NÖ Schreibakademie
- NÖ Schauspielakademie
- NÖ Schauspielakademie KIDS
- NÖ Schmiedeakademie
- NÖ Schmuck- und Metallakademie[13]

### Niederösterreichische Begabtenakademie
Die Niederösterreichische Begabtenakademie ist eine 2007 ins Leben gerufene Initiative des Landes Niederösterreich und Teil der Kreativakademie. Ziel des außerschulischen Bildungsprojekts ist die Schaffung eines begabtenfreundlichen Klimas in Niederösterreich.
Seit der Gründung 2007 sind für ca. 3.600 angebotene Kurse rund 20.000 Anmeldungen in den fünf Bildungsregionen Niederösterreichs eingelangt. Talentförderangebote der Begabtenakademie werden in den Bereichen Literatur, Philosophie, Kunst, Fremdsprachen, Geschichte, Gesellschaft, Natur, Technik, Logik und Mathematik angeboten. 2015 startete der Schwerpunkt #DigitaleWelt – in über einem Drittel der Talentförderangeboten werden seither digitale Fähigkeiten vermittelt und gefördert.

### Musik- und Kunstschule Niederösterreich
Seit 2015 wird unter dem Titel Musik- und Kunstschule Niederösterreich die Kooperation der Niederösterreichischen Kreativakademie und der Musikschulen Niederösterreich an drei Pilotstandorten forciert. In St. Pölten, Waidhofen/Ybbs und Wiener Neustadt wird das bestehende musikalische Angebot der Musikschulen mit der kreativen Angebotspalette der Kreativakademie erweitert.

## Publikationen: Werkschau
In der Werkschau-Reihe publiziert die Niederösterreichische Kreativakademie die besten Werke eines Jahres. 2015 ist der elfte Band der Werkschau Bild der NÖ Malakademie, der neunte Band der Werkschau Text der NÖ Schreibakademie und der erste Band der Werkschau Foto der NÖ Fotoakademie erschienen.
Die Nachwuchsjournalisten der NÖ Journalismusakademie produzieren eine jährliche Abschlusszeitung. 2015 wurde diese Zeitung mit dem Titel Kreativ, kreativer, Kreativakademie den Niederösterreichischen Nachrichten mit einer Auflage von 226.800 Stück beigelegt.
2019 wurde das Budget von der Niederösterreichischen Landesregierung gestrichen, sodass Pläne für neue Publikationen gestrichen werden mussten.